# Kosovcovití
Kosovcovití (Psophodidae, Cinclosomatidae) jsou čeleď zpěvných ptáků, jediná čeleď nadčeledi Psophodoidea. Tvoří bazální skupinu infrařádu Corvida. 18 druhů žije v Austrálii a Asii.

## Fylogeneze a taxonomie
Čeleď kosovcovití byla často dělena do tří samostatných čeledí, mimo nominátní to byly čeledi Cinclosomatidae a Paramythiidae. Rod Eulacestoma byl řazen do čeledi pištcovití (Pachycephalidae). Rod Androphobus bývá spojován s rodem Psophodes.
|  | Ptilorrhoa |
|  |            |
|  | Cinclosoma |
|  |            |

|  | Oreocharis |
|  |            |
|  | Paramythia |
|  |            |

|  | Androphobus |
|  |             |
|  | Psophodes   |
|  |             |

|  | Oreocharis |
|  |            |
|  | Paramythia |
|  |            |

|  | Androphobus |
|  |             |
|  | Psophodes   |
|  |             |

|  | Oreocharis |
|  |            |
|  | Paramythia |
|  |            |

|  | Androphobus |
|  |             |
|  | Psophodes   |
|  |             |

|  | Oreocharis |
|  |            |
|  | Paramythia |
|  |            |

|  | Androphobus |
|  |             |
|  | Psophodes   |
|  |             |